# خانواده تیبو
خانوادهٔ تیبو (به فرانسوی: Les Thibault) رمان بلندی است نوشتهٔ روژه مارتن دوگار (۱۹۵۸–۱۸۸۱)، نویسنده فرانسوی و برندهٔ جایزه نوبل ادبیات.
این رمان از سویی به بررسی وقایع اروپا در سال‌های ابتدایی قرن بیستم و سال‌های جنگ اول جهانی می‌پردازد و از سویی دیگر همگام با آن شرح وقایع خانواده توانگر و فرهیخته فرانسوی یعنی خانوادهٔ تیبو را توصیف می‌کند. فرزند کوچک این خانواده، ژاک تیبو با روح سرکش و رام نشدنی‌اش سرنوشت خود را در دنیای پیرامونش می‌جوید و خانواده را ترک می‌گوید. روژه مارتن دوگار خانواده تیبو را مابین سال‌های ۱۹۲۲ الی ۱۹۴۰ نوشت.
ماجرای این رمان، که در هشت جلد روایت شده است، با جستجوی دو نوجوان گمشده آغاز می‌شود. «ژاک» پسر کوچک آقای تیبو و «دانیل» هم کلاسی او که از خانواده‌ای پرتستان است. برخلاف دیگر رمان‌های کلاسیک شمار کاراکترهای اصلی این رمان محدود است و بیشتر حول زندگی دو فرزند آقای تیبو می‌گذرد. «آنتوان» و «ژاک». آنتوان و ژاک طبعی متفاوت از هم دارند. ژاک طبعی عصیانگر و رمانتیک دارد و برخلاف آن برادر بزرگ‌ترش آنتوان سرشتی عاقل و محافظه‌کار، این تفاوت سرشت، سرنوشتی متفاوت را برای این دو برادر رقم می‌زند.
عده‌ای از هواخواهان رمان‌نویسی کلاسیک این رمان را بزرگ‌ترین رمان قرن بیستم می‌دانند.
این رمان به صورت هشت کتاب منتشر شد که عناوین آن‌ها به شرح زیر است:
1. دفترچه خاکستری (در سال ۱۹۲۲)
2. ندامتگاه (در سال ۱۹۲۲)
3. فصل گرم (در سال ۱۹۲۳)
4. طبابت (در سال ۱۹۲۸)
5. سورلینا (در سال ۱۹۲۸)
6. مرگ پدر (در سال ۱۹۲۹)
7. تابستان ۱۹۱۴ (در سال ۱۹۳۶)
8. سرانجام (در سال ۱۹۳۶)

## نقد و بررسی
. . . در سوسیالیسم مارتن دوگار هیچ چیز ساده‌لوحانه‌ای نیست. وی به این عقیده نمی‌رسد که سرانجام روزی فراخواهد رسید که کمال در تاریخ تجلّی کند. . . . به هیچ چیز جز بشر یقین نداشتن و دانستن که بشر هم چیزِ چندانی نیست دردی است که سر تا سر اندام این اثر را که با این حال بسیار قوی و پرمایه است فراگرفته . . . .

آلبر کامو، به ترجمهٔ فارسی منوچهر بدیعی
این کتاب را که برنده جایزه نوبل ادبیات در سال ۱۹۳۷ است یکی از بزرگ‌ترین رمان‌های قرن دانسته‌اند. بررسی دقیق و موشکافانه وقایع فرانسه پیش از جنگ جهانی جلد هفتم کتاب را (در چاپ ایرانی جلدهای سوم و بخشی از جلد چهارم) تا حد یک سند تاریخی ارزشمند جلوه می‌کنند. اکثر اشخاصی که نامشان در جلد هفتم کتاب (تابستان ۱۹۱۴) آمده است اشخاص حقیقی هستند.
- روژه مارتن دوگار خود در مراسم دریافت جایزه نوبل می‌گوید: «رمان‌نویس واقعی کسی است که می‌خواهد همواره در شناخت انسان پیش‌تر برود و در هریک از شخصیت‌هایی که می‌آفریند زندگی فردی را آشکار کند، یعنی نشان دهد که هر موجود انسانی نمونه‌ایست که هرگز تکرار نخواهد شد. اگر اثر رمان‌نویس بخت جاودانگی داشته باشد به یمن کمیت و کیفیت زندگی‌های منحصربه‌فردی است که توانسته است به صحنه بیاورد؛ ولی این به تنهایی کافی نیست. رمان‌نویس باید زندگی کلی را نیز حس کند، باید اثرش نشان‌دهنده جهان‌بینی خاص او باشد. هر یک از آفریده‌های رمان‌نویس واقعی همواره بیش و کم در اندیشه هستی و ماورای هستی است و شرح زندگانی هریک از این موجودات، بیش از آنکه تحقیقی دربارهٔ انسان باشد، پرسش اضطراب‌آمیزی دربارهٔ معنای زندگی است.»

بدون شک نویسنده همانگونه که در بالا ذکر می‌کند رمان خانواده تیبو را در دو جبهه یاد شده به ظرافت و مهارت پیش می‌برد. نخست زندگی شخصی خانواده تیبو، از بزرگ خاندان یعنی اسکار تیبو و سپس فرزند اول او یعنی آنتوان و به‌طور گسترده زندگی شخصی قهرمان داستان یعنی ژاک تیبو. در رویکردی دیگر دوگار وقایع اروپای قبل از جنگ اول جهانی و اروپای درگیر جنگ را به شکلی حیرت‌آور از نظر استاد تاریخی نقل می‌کند. اشراف نویسنده به وقایع رخدادهای اروپا و شناختن افراد دولتی و حزبی و حتی ژورنالیستی بسیار گسترده است. هنر دوگار آنجا نمایان می‌شود که او این دو جبهه را با هم می‌آمیزد.
ممکن است طرفداران «رمان نو» به این رمان بی‌اعتنایی کنند و آن را در سبک رمان‌های نوشته‌شده به شیوه کهنه بدانند اما این نکته نباید از نظر پنهان بماند که در آغاز رمان‌نویسی مدرن دو راه بیشتر پیش پای رمان‌نویس نبوده است: یکی راه تالستوی و دیگری راه داستایوفسکی. اولی راه تصویر نمودن دنیا به شیوه رئالیستی و حقیقی و دوم تصویر کردن دنیا از منظر چشم درون و جدال آن با واقعیت‌های دنیای خارج. دوگار آشکارا به راه تالستوی رفته است.
- هوشنگ گلشیری در اظهار نظر راجع‌به این رمان می‌گوید:

کتاب به دست نشسته پشت میزی یا لم داده توی صندلی راحتی، یکی از زیباترین مناظر جهان است. صفحه به صفحه می‌خوانیم و ورق می‌زنیم، فارغ از چند و چون این زندگی روزمره و به دور از صداهای گوش خراش این جهان، در زندگانی موجود در کتاب غرق می‌شویم و چون سر برمی‌آوریم خود را و جهان را بهتر و عمیق‌تر شناخته‌ایم. خانواده تیبو اثر روژه مارتن دوگار به ترجمه ابوالحسن نجفی لذتی چنین را فراهم می‌کند. ماهی و اگر به خست ورق بزنید، چند ماهی خلوتتان را پر خواهد کرد و حاصل شاید این باشد که با زندگانی خانواده‌ای در آغاز این قرن آشنا شوید و با این قرن که ما در پایان آنیم. راستی زیباست وقتی پشت میزی می‌نشینید یا در صندلی راحتی لم می‌دهید و کتابی را صفحه به صفحه ورق می‌زنید، به ویژه اگر کتابی باشد مثل خانواده تیبو که اگر فقط چند صفحه از آن را بخوانید، با دریغ زمین خواهید گذاشت و فردا در این التهاب خواهید بود که کی باز به دستش می‌گیرید و ورق می‌زنید.
- سید علی خامنه‌ای در سفر به کرمان در سال ۸۴ و دیدار با دانشجویان با اشاره به مطالعه این کتاب می‌گوید:

«چند سال قبل، از یک نویسندهٔ قویِ فرانسوی رمانی خواندم به نام «خانوادهٔ تیبو». البته آن نویسنده، معروف نیست؛ اما این رمان خیلی قوی است. معمولاً رمان‌های بزرگ و قویِ فرانسوی‌ها و روس‌ها و دیگر کشورهایی که رمان‌های بزرگ از آن جاها منتشر شده، تصویر هنرمندانهٔ واقعیت‌های زندگی است. شما کتابهای بالزاک یا ویکتور هوگو یا نویسندگان روسی را ببینید؛ اینها تصویر هنرمندانه یی است از واقعیت‌هایی که در متن جامعه جریان دارد. این کتاب هم همین‌طور است. در آن جا، مجموعه‌های چپ و سوسیالیست در فرانسه و آلمان و اتریش و سوئیس چقدر تلاش کردند برای این که بتوانند جلوی جنگ جهانی اول را - که استشمام می‌کردند جنگی دارد راه می‌افتد - بگیرند؛ اما نتوانستند و همهٔ این تلاش‌ها هدر رفت. تلاش آنها برای ایجاد حاکمیت سوسیالیستی بود. بعد از اندکی، این حاکمیت در روسیه ی تزاری به وجود آمد؛ آن هم شد یک تجربهٔ ناموفق دیگر برای این حرکت غربی. تجربهٔ شوروی هم تجربهٔ غربی هاست؛ متعلق به شرق نیست. درست است که در بلوک بندی می‌گفتند شرق و غرب، اما آن هم متعلق به اروپاست؛ آن هم برآمدهٔ از افکار اروپایی‌ها و از تفکر مارکس و انگلس است؛ یعنی یک تجربهٔ ناموفق.»
- سید علی خامنه‌ایرهبر انقلاب اسلامی یک بار دیگر طی بازدید از نمایشگاه کتاب در اردیبهشت سال ۱۳۹۷ خاطره‌ای بدین مضمون در خصوص کتاب و ترجمه آن ذکر می‌کند:

سال‌ها قبل ابوالحسن نجفی با آقای مرحوم حبیبی و چند نفر دیگر از بزرگان ادبیات آمدند پیش ما. من پرسیدم «شما مترجم «خانواده تیبو» هستید؟» آقای نجفی از اینکه من اسم این رمان را بلدم تعجب کردند. بعد که نشستیم من از رمان تعریف کردم و نقدی هم به ترجمه ایشان گفتم. آقای نجفی با تعجب بیشتر پرسید: «شما واقعاً هر چهار جلد را خوانده‌اید؟ من اصلاً فکرش را نمی‌کردم شما حتی اسمش را شنیده باشید! … کتاب خانوادهٔ تیبو رمان خیلی خوبی بود که متأسفانه در حد قدرش معروف نشد.

## به فارسی
ابوالحسن نجفی این رمان را در اوایلِ دههٔ ۱۳۶۰ به فارسی درآورده و با طرح‌های قباد شیوا توسّطِ انتشارات نیلوفر در ایران منتشر کرده است. مؤخره‌ای به قلم آلبر کامو به ترجمه منوچهر بدیعی در انتهای این ترجمهٔ فارسی آمده است.